# Gonzalo Vargas
Gonzalo Vargas, vollständiger Name Gonzalo Vargas Abella, (* 22. September 1981 in Montevideo) ist ein uruguayischer Fußballspieler auf der Position des Stürmers.

## Karriere

### Verein
Bevor er nach Frankreich wechselte, war Vargas bereits in Uruguay für Defensor Sporting (2001–2004) aktiv. Dort war er ein Leistungsträger des Teams und erzielte in 94 Ligaspielen 43 Tore.
2004 wechselte Vargas nach Argentinien zu Gimnasia y Esgrima de La Plata. Für La Plata erzielte er in 55 Spielen insgesamt 27 Tore. Am 24. September 2005 gelang ihm beim 3:0 bei Rosario Central sogar ein lupenreiner Hattrick innerhalb von nur sechs Minuten.
Im Sommer 2006 wechselte er zum AS Monaco. Danach folgten zwei Leihen zu FC Sochaux und Atlas Guadalajara. Atlas Guadalajara verpflichtete ihn anschließend.
Im Juli 2010 wurde eine Ausleihe an den seinerzeit amtierenden argentinischen Meister Argentinos Juniors vermeldet. In der Saison 2010/11 bestritt er dort 22 Erstligaspiele und schoss vier Tore. Zudem wurde er zweimal (kein Tor) in der Copa Sudamericana eingesetzt. Im Jahr 2011 folgte ein zweites Engagement bei Gimnasia y Esgrima de La Plata, ebenfalls auf Leihbasis. Für die Argentinier lief er 22-mal in der Primera B Nacional auf und traf dreimal ins gegnerische Tor. Zudem kam er einmal in der Copa Argentina zum Einsatz (ein Tor). Ab 2012 spielte er wieder in Uruguay bei Bella Vista. In der Saison 2012/13 sind dort 14 Erstligaspiele und ein Treffer für ihn verzeichnet. Anfang 2014 schloss er sich dem Zweitligisten Rampla Juniors an, für den er in der restlichen Spielzeit 2013/14 12 Ligaspiele absolvierte und drei Tore schoss. Nach Saisonabschluss verließ er die Rampla Juniors mit zunächst unbekanntem Ziel. In der Saison 2014/15 und darüber hinaus ist keine weitere Profistation für ihn verzeichnet.

### Nationalmannschaft
Er gab sein Länderspieldebüt am 20. November 2002 für die uruguayische Fußballnationalmannschaft. Mit der Celeste nahm er an der Copa América 2007 teil. Bis zu seinem letzten Einsatz am 26. Juni 2007 absolvierte er zehn Spiele und schoss drei Tore. (Stand: 16. Oktober 2012)

## Erfolge
- 2005/2006 – Torschützenkönig der argentinischen Primera Division